# Hiraya
Hiraya (平谷村 Hiraya-mura?) es una villa en la prefectura de Nagano, Japón, localizada en la parte central de la isla de Honshū, en la región de Chūbu. El 1 de marzo de 2021 tenía una población estimada de 399 habitantes y una densidad de población de 5 personas por km².

## Geografía
Hiraya se encuentra en la parte  montañosa del sudoeste de la prefectura de Nagano, rodeada de montañas de 1500 metros y por la prefectura de Gifu al oeste. Hiraya está a una altitud promedio de 900 metros, y contiene el monte Ōkawairi y la fuente del río Yahagi.

## Historia
El área de la actual Hiraya era parte de la antigua provincia de Shinano. La villa de Namiai se estableció el 1 de abril de 1889. Una parte de Namiai se separó para convertirse en la villa de Hiraya el 1 de abril de 2006.

## Demografía
Según los datos del censo japonés, la población de Hiraya ha estado disminuyendo en los últimos 50 años.
| Gráfica de evolución demográfica de Hiraya entre 1940 y 2015 |
|                                                              |
| Oficina de Estadísticas de Japón                             |